# Kydnos
Der Kydnos (altgriechisch Κύδνος Kýdnos) war neben dem Pyramos und Saros einer der drei großen Flüsse in Kilikien.
Die Mündung ins Mittelmeer bildet eine Lagune, die Rhegma genannt wird. Die Lagune diente als Hafen von Tarsos. Ursprünglich floss der Fluss durch die Stadt. Doch nach einer Überschwemmung ließ Iustinian I. den Flussverlauf östlich um die Stadt herumführen. Nördlich der Stadt bildet der Fluss eindrucksvolle Wasserfälle.
Nach der Überlieferung bei Arrian erkrankte Alexander der Große nach einem Bad im eiskalten Wasser des Flusses schwer. Im Altertum hieß auch die personifizierte Gottheit des Flusses Kydnos. Sie wurde oft auf den Revers der Münzen aus Tarsos abgebildet. Im Mittelalter nannten die Araber den Fluss Nahr al-Baradan. Heute heißt er Berdan Çayı (auch Tarsus Çayı).